# 七宗村立神渕小学校杉洞分校
七宗村立神渕小学校杉洞分校（ひちそうそんりつ　かふちしょうがっこう　すぎはらぶんこう）は、かつて岐阜県加茂郡七宗村に存在した公立小学校の分校。

## 概要
- 神渕小学校の分校であり、現在の七宗町神渕の北西部の杉洞地区の一部（石仏の一部・小豆坂）が校区であった。1968年廃校。

## 沿革
- 1904年（明治37年）
  - 5月18日 - 武儀郡神渕村大字杉洞の住民が、神渕尋常高等小学校の分教場の設置を出願する。
  - 7月9日 - 認可される。
  - 7月24日 - 神渕尋常高等小学校杉洞分教場として開校。松尾神社[注釈 2]を仮校舎とする。
- 1909年（明治42年） - 現在地[注釈 3]に新築（木造平屋建）移転。
- 1941年（昭和16年）4月1日 - 神渕国民学校杉洞分教場に改称する。
- 1947年（昭和22年）4月1日 - 神渕村立神渕小学校杉洞分校に改称する。
- 1955年（昭和30年）2月11日 - 武儀郡神渕村と加茂郡上麻生村とが合併し、加茂郡七宗村が発足。同時に七宗村立神渕小学校杉洞分校に改称する。
- 1968年（昭和43年）3月 - 廃校。